# Онлайн алгоритм
Онлайн алгоритм (англ. online algorithm) — алгоритми, що може обробляти дані в міру їх надходження, не маючи загального доступу до всіх даних з самого початку.
На відміну від нього, офлайн алгоритм (англ. offline algorithm) може працювати з усіма даними від самого початку. Розділ в дослідженні операцій, який займається розробкою онлайн алгоритмів називається онлайн оптимізацією.
Для прикладу розглянемо два алгоритми сортування: сортування вибором та сортування вставкою. Сортування вибором послідовно вибирає мінімальний елемент з невідсортованого залишку та розміщує його спереду, що потребує доступу до всіх входових даних; тобто, це буде офлайн алгоритм. На відміну від нього, сортування вставкою за одну ітерацію бере один входовий елемент і отримує частковий розв'язок без урахування майбутніх елементів. Таким чином, сортування вставкою — це онлайн алгоритм.
Зверніть увагу, що кінцевий результат сортування вставкою є оптимальним, тобто, це правильно відсортований список. Для багатьох задач онлайн алгоритми не можуть мати таку ж швидкодію, як офлайн алгоритми. Якщо співвідношення швидкодії онлайн алгоритму до оптимального офлайн-алгоритму є обмеженим, то онлайн алгоритм називається конкурентним.
Очевидно, що не кожен офлайн алгоритм має ефективний онлайн відповідник.

## Задача кешування (Paging Problem)
Є два види пам'яті — дискова, більша за об'ємом, але повільна, і кеш, швидка, але дуже мала. Вся пам'ять розбита на блоки. Нехай в кеш-пам'яті k блоків, а на диску, відповідно, набагато більше. До нас поступають запити на ті чи інші блоки, і ми повинні відразу ж їх обробити. Є два варіанти: або цей блок вже є в кеші, або його там немає. Якщо він в кеші є, то в цьому випадку ми майже не витрачаємо час. I тоді час роботи алгоритму можна вимірювати кількістю звернень до вінчестера. 
Алгоритми відрізняються один від одного реакцією на запити відсутніх в кеші блоків. Зрозуміло, що ми повинні блок, на який йде запит довантажити в кеш, не зрозуміло тільки, який з уже присутніх там блоків ми повинні для цього вивантажити. Звичайно, хотілося б вивантажити «непотрібний» блок, але оскільки ми обробляємо запити в реальному часі, ми не знаємо, який блок нам буде потрібний в подальшому.
Постає й інше питання: як порівняти, який алгоритм найкращий.
Нехай {\displaystyle {\mbox{A}}} — алгоритм, а {\displaystyle {\mbox{r}}} — послідовність запитів. Час обробки послідовності запитів алгоритмів {\displaystyle {\mbox{cost}}_{\mathrm {A} }(r)} — це кількість звернень до диску. Нехай {\displaystyle {\mbox{opt}}} — якийсь оптимальний алгоритм. Тоді алгоритм {\displaystyle {\mbox{A}}} називається {\displaystyle {\mbox{c}}}-оптимальним (c-competitive), якщо для
будь-якого {\displaystyle {\mbox{r}}}: {\displaystyle {\mbox{cost}}_{\mathrm {A} }(r)} {\displaystyle \leq } {\displaystyle c\cdot {\mbox{cost}}_{\mathrm {otp} }(r)+c_{1}}.
Де, {\displaystyle {\mbox{c}}} — константа відносно {\displaystyle {\mbox{r}}}, але вона може залежати від k інших параметрів. Але це виконується — для детермінованих алгоритмів, для ймовірнісних, розглядається не час, а її математичне очікування.
Будемо розглядати випадок, коли {\displaystyle {\mbox{A}}} — ймовірнісний online алгоритм, а {\displaystyle {\mbox{opt}}} — детермінований offline алгоритм («oblivious adversary»), тобто він заздалегідь всю знає послідовність запитів {\displaystyle {\mbox{r}}}.

### Алгоритм Marker.
Елементи кешу позначаються 0 або 1. Час роботи поділяється на періоди. На початку кожного періоду всі елементи кешу позначені 0. Приходить запит. Якщо це запит на блок, який вже є в кеші, то він позначається 1. Якщо запитують елемент, якого немає в кеші, то ми випадковим чином вибираємо з непомічених (тобто помічених 0) блок, куди ми будемо довантажувати необхідний. Довантаживши, ми помічаємо його 1. Рано чи пізно у нас не залишиться блоків, помічених 0. У цьому стані ми можемо працювати, поки у нас запитують блоки, що знаходяться в кеші. Як тільки надійде запит на елемент, що не міститься в кеші, ми обнулив всі позначки і почнемо новий період.

### Алгоритм Work Function Algorithm.
Припустимо, що в даний момент наша система знаходиться в стані {\displaystyle {\mbox{X}}} і до нас приходить запит {\displaystyle {\mbox{r}}}. Тоді ми вибираємо новий стан {\displaystyle {\mbox{X'}}}, яке містить {\displaystyle {\mbox{r}}} і мінімізує наступну функцію від {\displaystyle ~X':{\mbox{W}}_{\mathrm {\rho r} }(X')+{\mbox{D}}(X,X')}, де
{\displaystyle \rho } — це послідовність запитів, які ми вже обробили, а {\displaystyle {\mbox{D}}(X,X')} — це вартість (оптимального) переходу зі стану {\displaystyle {\mbox{X}}} в {\displaystyle {\mbox{X'}}} .

## Задача проk{\displaystyle k}офіціантів (k-server problem)
Узагальнимо задачу кешування. Нехай у нас є деякий метричний простір з метрикою {\displaystyle {d}}, точки якого ми будемо розглядати як столики, і {\displaystyle {k}} офіціантів, тобто деяка підмножина {\displaystyle k} точок цього простору. Час від часу зі столиків надходять замовлення. Формально, замовлення — це координати столика. Замовлення потрібно обслуговувати, тобто треба вибрати одного з офіціантів і перемістити його в дану точку простору. Довжиною такого переміщення буде відстань між вихідною та кінцевою його точками. Кожен офіціант в кожен момент часу знаходиться біля якогось столика, і стан (конфігурація) системи описується множиною координат столиків, біля яких в даний момент знаходяться офіціанти. Тобто стан {\displaystyle {X}} — це мультимножина (множина з кратними елементами), яка складається з {\displaystyle {k}} точок простору. Назавжди зафіксуємо початковий стан {\displaystyle {A}_{0}} нашої системи. Нехай {\displaystyle {r}} = {\displaystyle {r}_{1},{r}_{2},...,{r}_{n}} — послідовність замовлень. Тоді робоча функція {\displaystyle {W}_{r}}, що зіставляє стану {\displaystyle {X}}, найменшу відстань обслуговування {\displaystyle {r}} з початкового стану {\displaystyle {A}_{0}}, в стан {\displaystyle {X}}. (Відстань обслуговування — це сума відстаней, пройдених всіма офіціантами, причому найменший шлях визначається за допомогою оптимального offline алгоритму, якому відоме {\displaystyle r}).